# 臺北基督學院
臺北基督學院位於關渡大橋旁，於2012年5月獲中華民國教育部核准按《宗教研修學院設立辦法》立案為「臺北基督學院」，下設基督教博雅學系，為臺灣第一所立案的基督教博雅教育學院。臺北基督學院校訓「敬畏耶和華是智慧的開端」，它代表了本校存在的目的與精神，即為臺灣及海外青年提供基督教博雅教育，教導學生具基督教世界觀與人生觀，成為教會及職場中能幹的基督徒領袖。
臺北基督學院前身基督書院於1959年由美國宣教士賈嘉美博士（Dr. James R. Graham Ⅲ）所創立。賈博士的雙親（Jimmy and Sophie Graham） 於1889年至1940年期間在中國宣教，因此賈博士從小在中國長大，並於美國漢普敦.斯德尼（Hampden-Sydney）學院畢業後，即受感召回到中國宣教。中國抗日戰爭與國共內戰後，賈博士在葛理翰牧師（Rev. Billy Graham）的鼓勵下，於1950年來臺灣展開宣教事工，並於1957年向英商怡和公司購得淡水校地，座落於關渡山丘上，俯瞰著淡水河畔及觀音山，命名為「基督書院（Christ's College）」為一所四年制的博雅大學。於1959年9月以「Free China Christian College Association」在美國加州登記立案，並於同年秋季招生授課，成為全國首創之全體學生住校之基督教博雅教育學院。於1999年年加入『美國基督教大學院校聯會 Council for Christian Colleges and Universities（CCCU），於2006年4月4日獲得美國「國際基督教大學院校認証協會」（Transnational Association of Christian Colleges and Schools, TRACS）認證，並被美國聯邦教育部承認；2012年獲中華民國教育部按《宗教研修學院設立辦法》立案為「臺北基督學院Christ’s College Taipei」，成為台灣第一所立案的基督教博雅教育學院；2016年11月通過「國際基督教大學院校協會(TRACS)」審查委員會複審，獲得第二類機構、第二次複審認證資格，此一資格有效期限為十年(2016年~2026年)。

## 重要沿革
- 1957年：向英商怡和洋行購得淡水河畔之校地，興建校舍，由蔣宋美齡總統夫人命名為「基督書院Christ's College」。
- 1959年：以「Free China Christian College Association」在美國加州登記，招生授課。
- 1960年：舉辦第一週年院慶，依聖經羅馬書8章28節「萬事互相効力，叫愛神的人得益處」之「効力」設立「効力會」。
- 1961年：經台北縣政府許可成立「財團法人臺灣省台北縣美國基督教効力會」。
- 1966年：內政部核准設立該校，正名為「美國基督教効力會基督書院」。
- 1975年：移轉成為美國長老教會PCA差會MTW之下的教育性機構。
- 1999年：加入美國「基督教大學院校聯盟(CCCU)」。
- 2006年：獲得「國際基督教大學院校協會(TRACS)」認證。
- 2012年：獲教育部通過按「宗教研修學院設立辦法」立案為「臺北基督學院Christ’s College Taipei」。
- 2016年：通過臺「國際基督教大學院校協會(TRACS)」審查委員會複審，獲得第二類機構、第二次複審認證資格。此一資格有效期限為十年(2016年~2026年)。

## 歷任校長
| 姓名                                 | 任期                     | 備註 |
| ------------------------------------ | ------------------------ | ---- |
| 賈嘉美博士 (Dr. James R. Graham III) | 1959年8月~1980年8月      |      |
| 白大衛牧師 (Rev. Dr. David C. White) | 1980年8月~1984年8月      | 代理 |
| 鄭士昶博士                           | 1984年8月~1987年8月      |      |
| 白大衛牧師 (Rev. Dr. David C. White) | 1987年8月~1988年8月      | 代理 |
| 趙天恩博士                           | 1988年8月~1992年6月      |      |
| Dr. Joe McFarland                    | 1992年6月-1993年6月      | 代理 |
| 吳呈祥先生 (Mr. Benjamin Wu)         | 1993年6月~1994年8月      | 代理 |
| 葉高芳博士                           | 1994年8月~1997年6月      |      |
| 曾天俊博士                           | 1997年7月~1997年12月     | 代理 |
| 曾天俊博士                           | 1997年12月15日~2003年7月 |      |
| 張正博教授                           | 2003年8月～2004年1月     | 代理 |
| 曾天俊博士                           | 2004年1月~2008年4月      |      |
| 聶坤廷博士 (Dr. Quentin Lee Nantz)   | 2008年5月~2017年7月      |      |
| 吳呈祥博士 (Dr. Benjamin Wu)         | 2017年8月~2018年8月      | 代理 |
| 吳呈祥博士 (Dr. Benjamin Wu)         | 2018年9月~2021年9月      |      |
| 李靜怡女士 (Ms. Jennifer Lee)        | 2021年9月~2022年1月      | 代理 |
| 吳忠宏博士 (Dr. Homer C. Wu)         | 2022年2月~2023年7月      |      |
| 車龍淵博士 (Dr. Joseph Che)          | 2023年8月~2024年8月      | 代理 |
| 林文昌教授 (Pro. Wen-Chang Lin)      | 2024年9月~               | 代理 |

## 學系
| 教學單位 | 基督教博雅學系 英文主修 傳播主修 音樂主修 |

## 教育目標
- 提供優質的教育裝備學生，使其成為具有基督徒品格和專業能力的終身學習者。
- 在充滿愛心與教養的環境中，以基督教信仰傳播福音和栽培學生成為耶穌基督的門徒。
- 培養學生進入社會時，具有基督教世界觀與人生觀，能成為基督改變世界的使者，教會及職場中能幹的基督徒領袖。

【八大核心能力】
臺北基督學院 八大教學目標
培養學生 八大核心能力 Learning Outcomes
簡稱 8C
- 基督徒品格 (Christian Character)
- 憐憫關懷 (Compassion)
- 思辨評析 (Critical Thinking Skills)
- 溝通協調 (Communication)
- 團隊合作 (Cooperation)
- 創新創造 (Creativity)
- 專業技能 (Competence in a Profession)
- 服務貢獻 (Contribution to Family, Church and Society)

## 歷年日間部師生比及新生註冊率
- 112學年度日間部學生人數46，專任老師人數6，日間部師生比7.67（學生數/老師數）。

- 111學年度新生註冊率90.48%。
- 112學年度新生註冊率31.82%。
- 113學年度新生註冊率31.82%

教育部高教司長朱俊彰：「資訊公開角度上，家長跟學生在選擇大學科系志願時，可參考註冊率，但還要綜合研究其他數據，公開平台上也有各校的教師數據、論文研究量能、輔系及雙主修數量、出國交流人次等，應從多方判斷教學品質，而非僅看註冊率。」

## 知名校友
- 洪濬正-籃球國手。
- 徐經鉞-籃球國手。
- 楊玉瑩－Catherine Eisele 英語幼教界國際級作家。
- 張信哲－歌手[8]。
- 林忠志-靖天集團執行長。
- 孟廣美－藝人。
- 樊德惠-中天特派、年代召集人、新頭條總監、蘭陽技術學院數位行銷系系主任
- 瑞瑪席丹－演員、主持人，2017年榮獲金馬獎「最佳新演員」[8]。
- 葛兆昕－屏東和平長老教會主任牧師，知名福音詩歌創作人[8]。
- 王翠如－榮耀城靈糧堂主任牧師[8]。
- 白光勝－牧師、布農文教基金會董事長兼執行長、布農部落休閒農場董事長[8]。
- 張桂越－新聞工作者，「台通社」、《周刊巴爾幹the Balkans》創辦人[8]。
- 莊明勳- WJLA-TV、Taipei Times、ICRT等台美英文媒體資深記者、特派員、大學講師。
- 蘇麗華－台幹 [8]。
- 田定豐－種子音樂有限公司創辦人。
- 王昱智-熊爸，youtuber，知名犬隻訓練師。
- 郭沛礽-英學教育創辦人。
- 王皓慈-中視、TVBS記者、健身教練。
- 詹艾臻-歐付寶董事長。

## 外部連結
- 臺北基督學院 （页面存档备份，存于）
- 大專校院校務資訊公開平台 - 臺北基督學院 （页面存档备份，存于）
- 臺北基督學院的Facebook專頁